# Conognatha hauseri
Conognatha hauseri es una especie de escarabajo del género Conognatha, familia Buprestidae. Fue descrita científicamente por Obenberger en 1928.